# Dolmen de la Pastora
Il Dolmen de la Pastora (noto anche come Cueva de la Pastora) è una tomba a corridoio preistorica situata a Valencina de la Concepción, localita a circa 7 km da Siviglia, in Spagna. La struttura è stata datata all'età calcolitica, circa al 3000 a.C..

## Descrizione
Si trova sotto il tumulo detto "La Pastora" fuori dall'abitato e fu scoperta nel 1860; più precisamente si tratta di un thòlos con un lungo corridoio, che termina in fondo con una camera circolare. Il corridoio è lungo 43 metri ed è realizzato con muri a secco e coperto con lastre di calcare e granito. 
Il passaggio termina in una camera funeraria circolare del diametro di 2,5 metri, con un'unica pietra di copertura in granito. Il passaggio è orientato verso il tramonto, a differenza di altre tombe simili nella regione, che tendono ad essere rivolte verso il sorgere del sole.
Gli scavi del 1860 hanno portato alla luce 27 punte di giavellotto in rame.

## Gallery

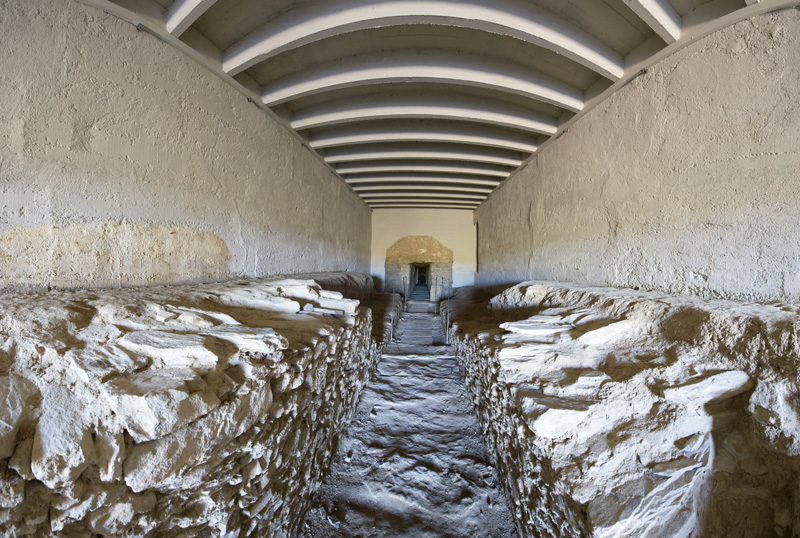
Corridoio
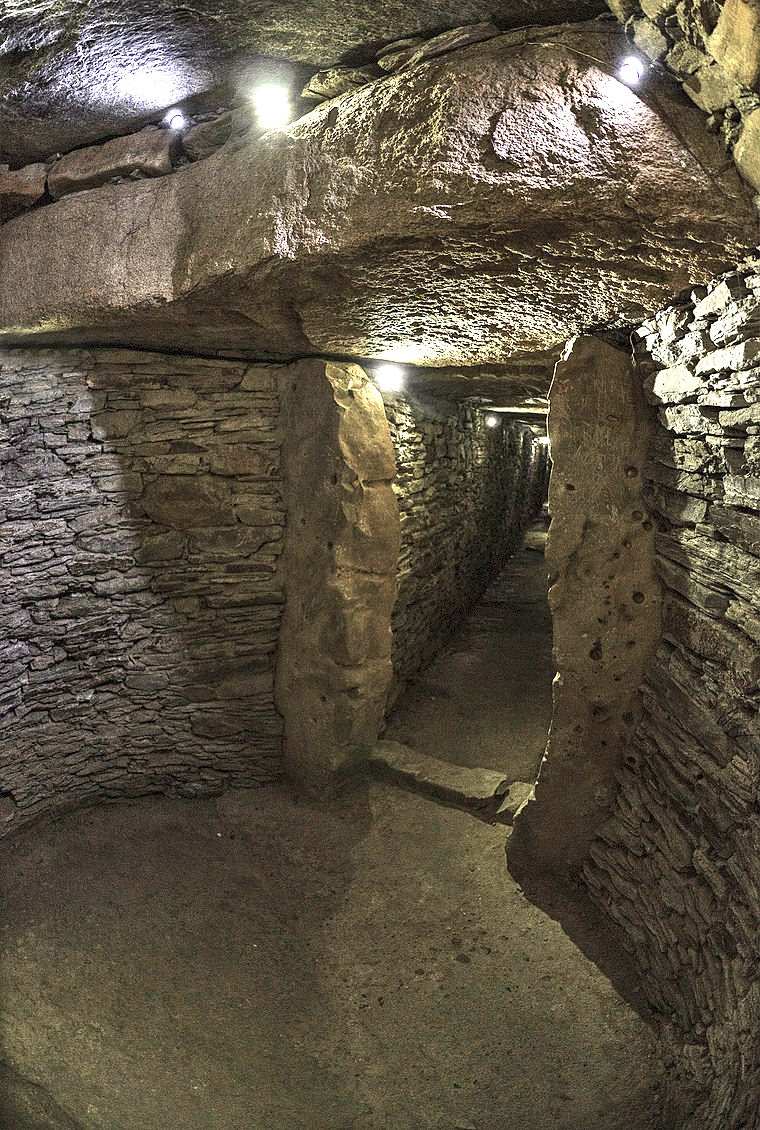
Camera centrale
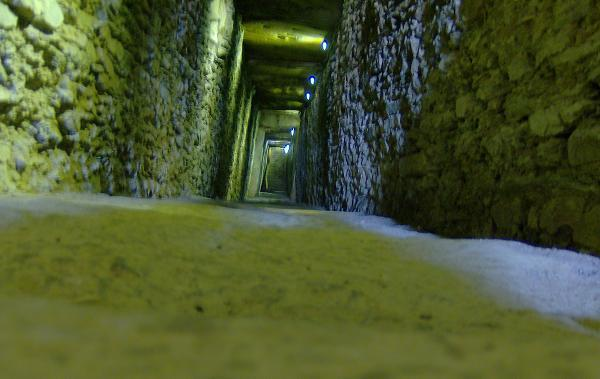
Passasggio interno
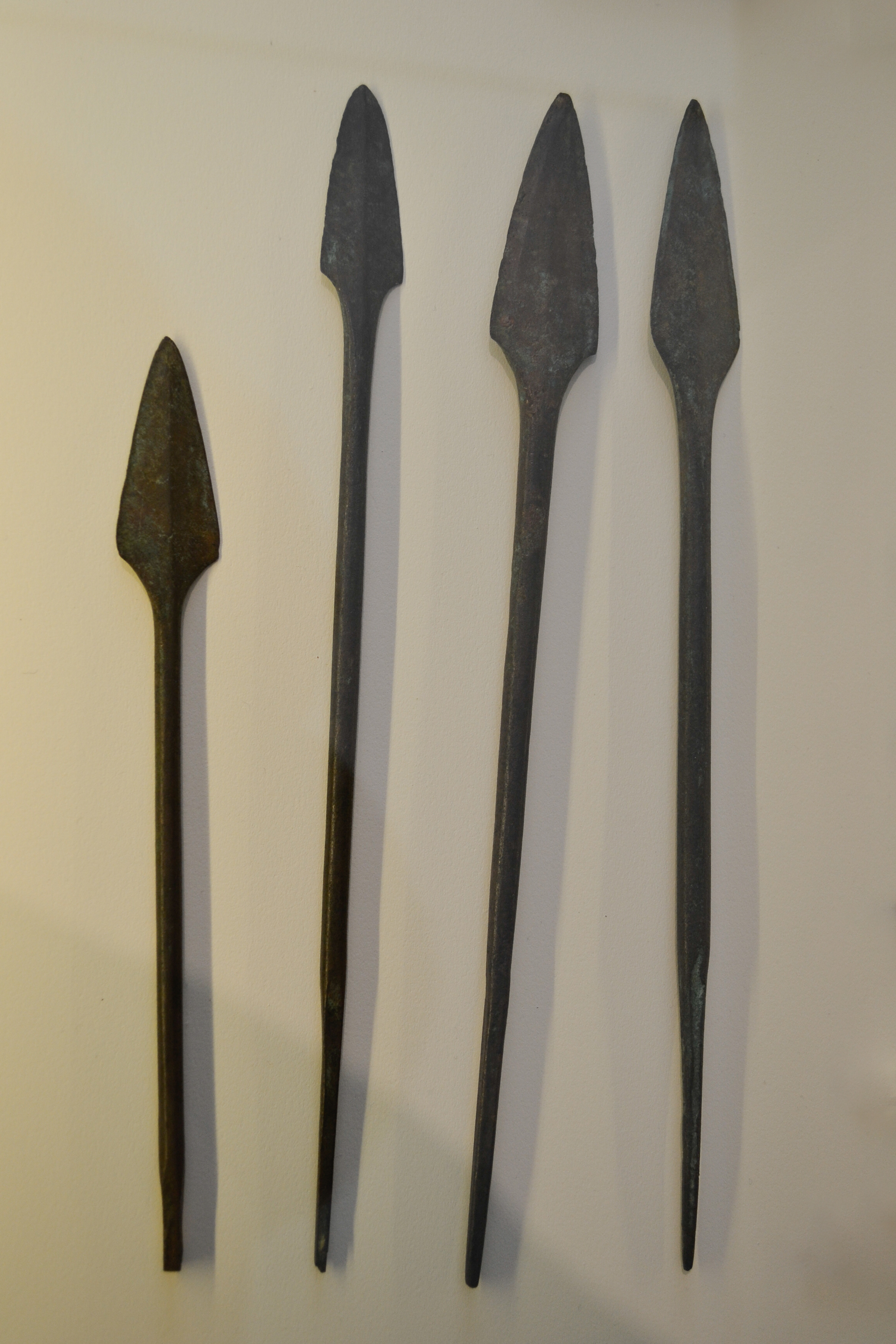
Punte di giavellotto in rame
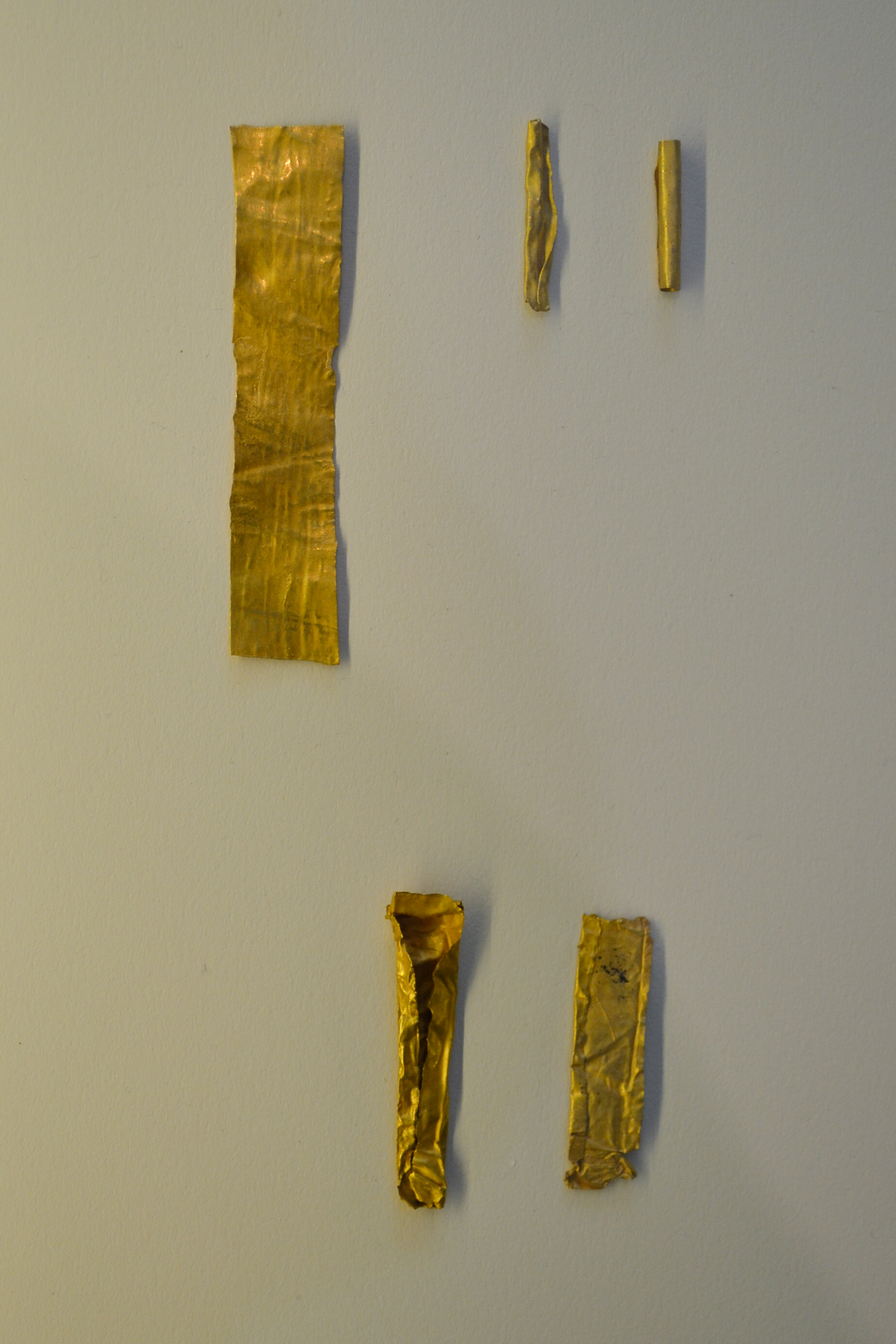
Manufatti in foglia d'oro
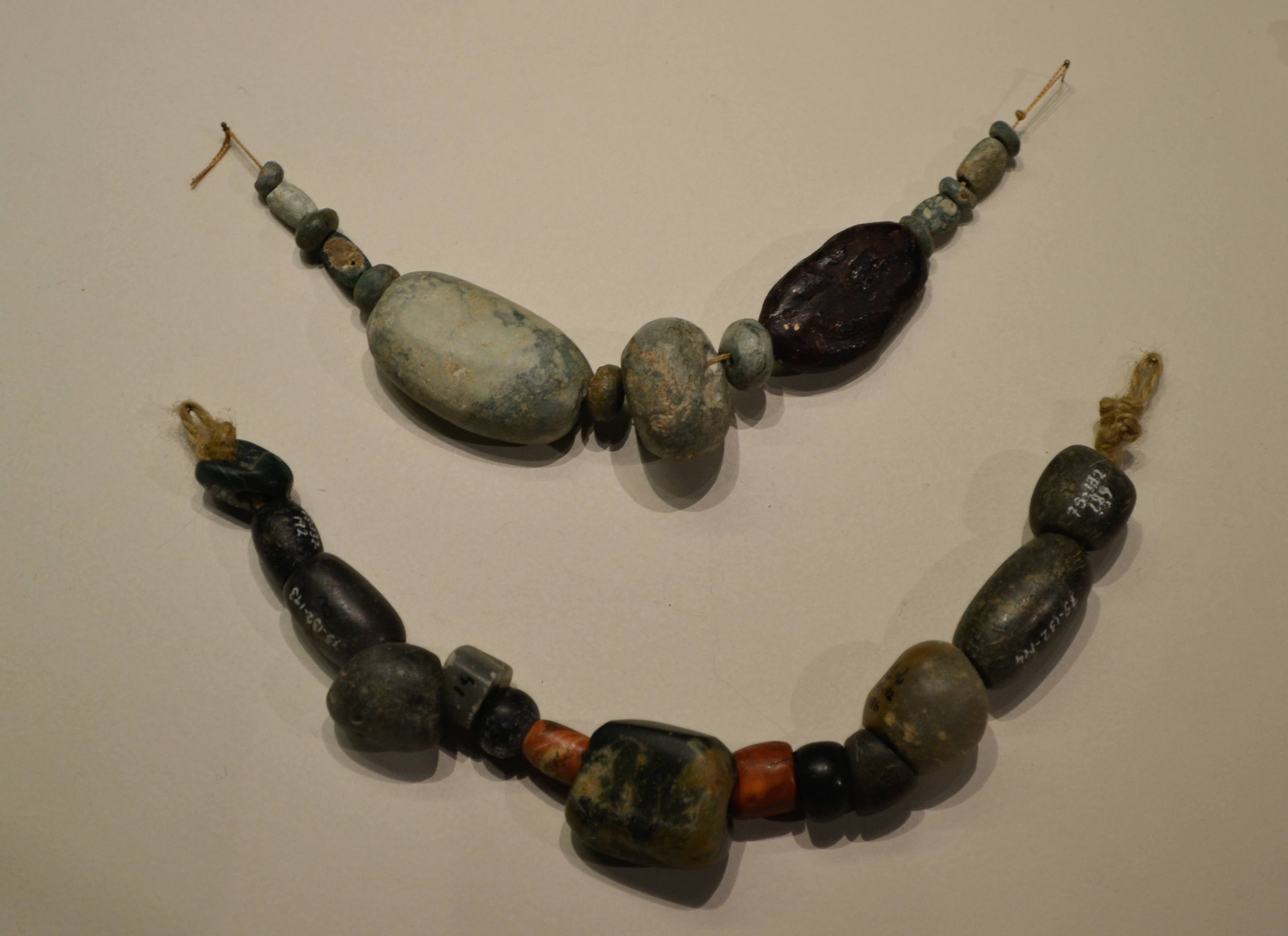
Gioielli in variscite e ambra